# Società dell'apostolato cattolico
La Società dell'apostolato cattolico (in latino Societas Apostolatus Catholici) è una società clericale di vita apostolica di diritto pontificio: i membri della compagnia, detti popolarmente pallottini, pospongono al loro nome la sigla S.A.C.

## Storia
La congregazione venne fondata da Vincenzo Pallotti (1795-1850): dopo i primi studi compiuti presso gli scolopi e il Collegio romano, si laureò in teologia e filosofia alla Sapienza e venne ordinato sacerdote. Estremamente colpito dallo stato di miseria materiale e spirituale della popolazione di Roma, diede inizio a numerose opere a vantaggio dei fedeli: raccolse fanciulli nell'oratorio di Santa Maria del Pianto; predicò esercizi spirituali a Ponte Rotto; aprì una scuola agraria a Santa Maria degli Angeli; fondò scuole serali per gli operai; assistette i condannati a morte; curò gli ammalati negli ospedali di San Gallicano, Santa Galla e Santo Spirito.
Attorno a Pallotti si riunirono numerosi altri sacerdoti (Raffaele Melia, Efisio Marghinotti, Giovanni Allemand) e nel 1834 gli venne concessa la chiesa dello Spirito Santo dei Napoletani in via Giulia: l'opera, detta dell'Apostolato Cattolico, venne benedetta il 4 aprile 1835 dal cardinale Carlo Odescalchi.
Nel 1844 gli venne concessa una sede più ampia: la chiesa di San Salvatore in Onda. Lo stesso anno, venne fondata una comunità di sacerdoti della compagnia a Londra, per l'assistenza agli emigrati italiani.
La Società dell'apostolato cattolico ricevette il pontificio decreto di lode l'11 luglio 1839 e le sue costituzioni vennero approvate definitivamente dalla Santa Sede nel 1910.
Vincenzo Pallotti venne beatificato il 22 gennaio 1950 da papa Pio XII e papa Giovanni XXIII lo proclamò santo il 20 gennaio 1963.

## Attività e diffusione
I pallottini si dedicano alle missioni, all'educazione, all'apostolato della stampa e ad altre opere di assistenza; si adoperano per l'incremento della collaborazione tra il clero diocesano, i religiosi e i laici.
Sono presenti in numerosi paesi d'Europa (Italia, Francia, Regno Unito, Germania, Irlanda, Polonia, Svizzera), d'Africa (Camerun, Ruanda Costa d'Avorio), delle Americhe (Argentina, Brasile, Stati Uniti d'America, Uruguay) in India e in Australia; il moderatore supremo della società, che porta il titolo di "Rettore generale", risiede a Roma.
Al 31 dicembre 2019 la compagnia contava 377 case e 2.339 membri, 1.758 dei quali sacerdoti.